# Aphthona parnassicola
Aphthona parnassicola es un coleóptero de la familia Chrysomelidae. Fue descrita científicamente por primera vez en 1944 por Heikertinger.